# Little Nicky
Little Nicky is een Amerikaanse komische film uit 2000. Onder de regie van Steven Brill met in de hoofdrollen Adam Sandler, Patricia Arquette, Harvey Keitel en Blake Clark.

## Verhaal
Little Nicky is de zoon van Satan. Satan wil met pensioen maar geen van zijn zonen zijn capabel genoeg om zijn baan over te kunnen nemen. Wanneer als resultaat hiervan twee broers van Nicky de hel verlaten, wordt hij naar de aarde gestuurd om ze terug te vinden.

## Rolverdeling
| Acteur              | Personage     | Opmerkingen |
| ------------------- | ------------- | ----------- |
| Adam Sandler        | Nicky         |             |
| Patricia Arquette   | Valerie Veran |             |
| Harvey Keitel       | Dad           |             |
| Rhys Ifans          | Adrian        |             |
| Tommy 'Tiny' Lister | Cassius       |             |
| Rodney Dangerfield  | Lucifer       |             |
| Allen Covert        | Todd          |             |
| Peter Dante         | Peter         |             |
| Jonathan Loughran   | John          |             |
| Robert Smigel       | Beefy         | Stem        |
| Reese Witherspoon   | Holly         |             |

## Ontvangst
Rotten Tomatoes gaf de film een score van 22 procent gebaseerd op 115 beoordelingen, Metacritic gaf de film een score van 38 gebaseerd op 29 beoordelingen.

## Prijzen en nominaties
Nominaties (2001)
- De MTV Movie Award voor Beste cameo in een film (Ozzy Osbourne)
- 5 Golden Raspberry Awards
  - Slechtste Acteur (Adam Sandler)
  - Slechtste Regisseur (Steven Brill)
  - Slechtste Film
  - Slechtste Scenario (Tim Herlihy, Adam Sandler en Steven Brill)
  - Slechtste Vrouwelijke Bijrol

Nominaties (2010)
- De Golden Raspberry Award voor Slechtste Acteur van de eeuw (Rob Schneider)